# Acıgöl-Vulkankomplex

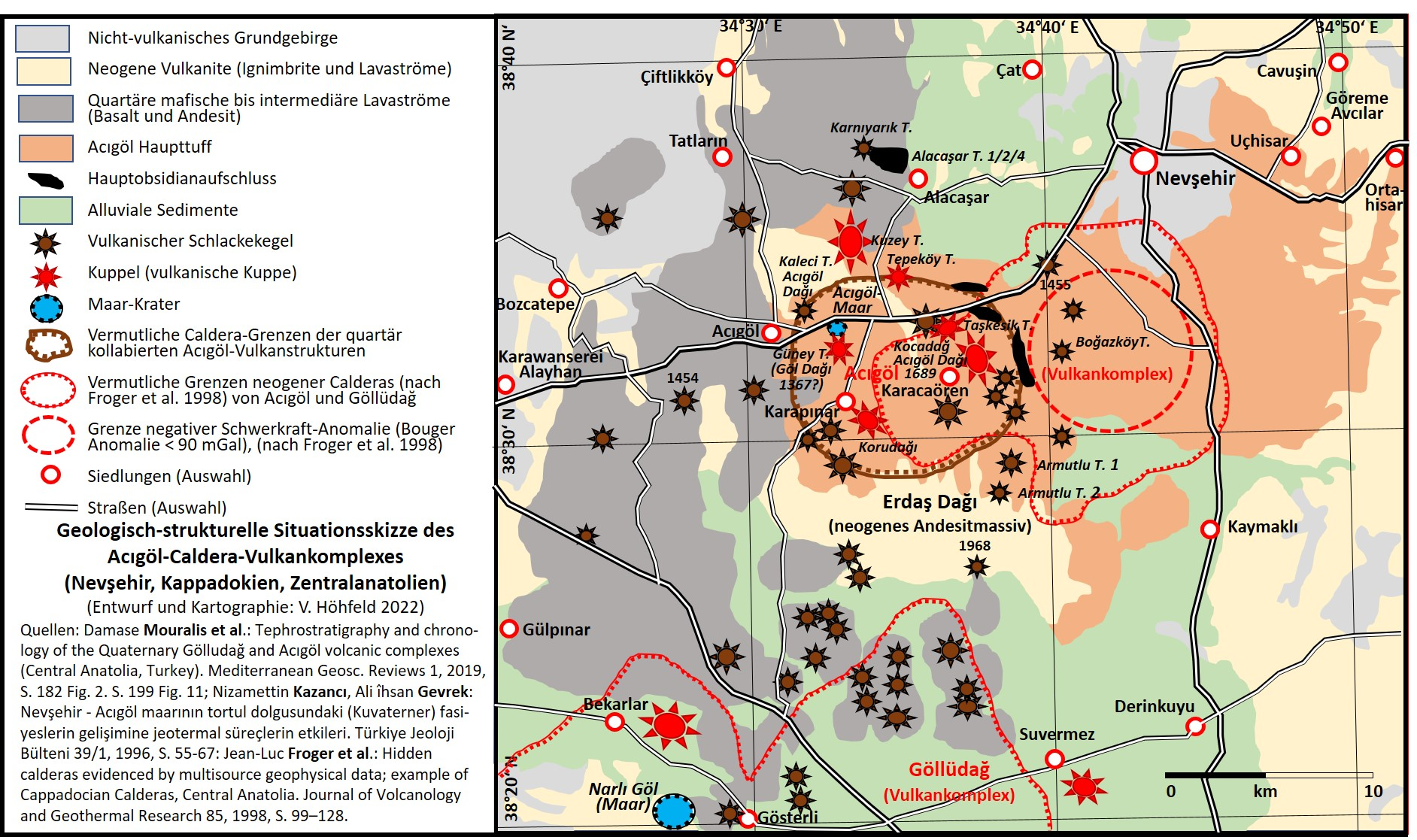
Die Karte zeigt skizzenhaft die geologische Situation des Acıgöl-Vulkankomplexes und seiner (wahrscheinlichen) Caldera bei Nevşehir in Kappadokien (Inneranatolien/Türkei).

Der Acıgöl-Vulkankomplex erstreckt sich in der Provinz Nevşehir zwischen den Kreisstädten Acıgöl im Westen, Kaymaklı und Derinkuyu im Osten, dem Provinzzentrum Nevşehir im Nordosten und dem Erdaş Dağı im Süden in einer großen Senke (Acıgöl Ovası) als Teil der ausgedehnten Zentralanatolischen Vulkanprovinz (ZAVP, Central Anatolian Volcanic Province, CAVP) in der Türkei. Deren Vulkanismus trat vom Miozän bis zum Holozän auf, und dessen vulkanisches Material unterschiedlicher Herkunft bedeckte weite Gebiete Kappadokiens mit großen Vulkanen, wie Erciyes Dağı, Hasan Dağı, Erdaş Dağı und Melendiz Dağı sowie unterschiedlichen Eruptionsformen, Schlottypen und vulkanischen Ablagerungen. Das namengebende vulkanische Zentrum ist das Doppelmaar Acıgöl, 2 km östlich der Stadt Acıgöl etwa 16 km südwestlich von Nevşehir unmittelbar südlich der Fernstraße von Konya bzw. Aksaray nach Nevşehir.

## Forschungsgeschichte
Ältere detaillierte Untersuchungen zum Acıgöl-Vulkankomplex bzw. zum Acıgöl-Maar vor 1960 waren spärlich und lokale stratigraphische und tektonische Studien nicht sehr zuverlässig. Einige Autoren erwähnen kurz die Region Nevşehir in der regionalen Betrachtungen zum Vulkanismus von Hasan Dağı und Erciyes Dağı, darunter E. Chaput, der 1936 die rhyolitischen Dome unter den Acıgöl-Vulkanen als Folge heftiger Eruptionen (Vulkanausbrüche) erklärte. Andere Autoren, die über vulkanische Ereignisse in dieser Region sprachen, waren A. C. Okay und S. W. Tromp. Turgut Bilgin skizzierte als einer der ersten ein Blockbild des Acıgöl-Doppelmaars 1959/1960 und vermerkte, dass die von ihm skizzierte Abbildung deutlich den Trümmerring um das Acı Göl-Maar, den zerstörten oberen Teil des Göl Dağı-Rhyolithkegels und die den Kegel umgebende periphere Senke zeigt. Erst seit Mitte der 1960er Jahre häufte sich entsprechende einschlägige wissenschaftliche Literatur mit R. F. Lebküchner, G. Pasquarè und A.Kraeff sowie C. Erentöz und İ. Ketin. Die vulkanische Abfolge der Region Zentralanatoliens und Kappadokiens und der Tektonik, die sie hervorgebracht hat, wurden dann in vielen Studien diskutiert. İlker Batum etablierte die dortige vulkanische Stratigraphie, indem er zum ersten Mal in der Region 11 Formationen differenzierte und entgegen den zuvor verteidigten Ansichten betonte, dass nicht 2 bzw. 3 Vulkanzentren, sondern viele Vulkanzentren in drei grundlegenden Phasen in der Region tätig gewesen seien. Eines dieser vulkanischen Zentren ist den bisherigen Forschungsergebnissen nach das Açıgöl-Maar bzw. die Açıgöl-Caldera (s. u.). Das Açıgöl-Maar wurde in der letzten regionalen vulkanischen Phase, dem Pleistozän (vor 0,7 Mio. Jahren), gebildet, und die Pyroklastiken hier sind in den "Weißen Tuffen", der 8. Formation in der vulkanischen Stratigraphie von Batumi enthalten.
In der Nähe des Acıgöl-Maars gibt es viele eruptive und explosive Austrittszentren. Sie finden sich auf einer Fläche von ca. 300 km² in Form von Maaren, Tuffringen, Tuffkegeln und Lavadomen gemeinsam und nebeneinander. Fast alle sind im Quartär entstanden. Diese enge Formation und kollektive Präsenz führten dazu, dass die Region als große Depressions-Caldera interpretiert wurde, die sogenannte „Nevşehir-Caldera“. Innerhalb dieser Caldera liegt das Açıgöl-Maar als kleiner eigenständiger vulkanischer Komplex. Eine erste Kartierung des Vulkankomplexes war bereits Anfang der 1980er Jahre durch T. Yıldırım und E. Günay erfolgt.

## Acıgöl-Vulkankomplex
Der Acıgöl-Vulkankomplex ist Teil der über 20.000 km² großen zentralanatolischen Vulkanprovinz. Im SW wird diese begrenzt von einem sich von NW nach SO erstreckenden Granit- und Gabbrodiabas-Komplex, im N und NO durch die Metamorphite des Kırşehir-Massivs. In diesem Abschnitt wurde das Grundgebirge über eozänen Flysch und beide zusammen über die oligozänen Molasse geschoben. Das Neogen kommt spezifisch in den von NW nach So verlaufenden Senken und besonders in den Tälern im Norden und Osten von Nevşehir sowie in Sedimenten um Aksaray vor. Der Acigöl-Caldera-Komplex bei Nevşehir befindet sich zwar nicht am Ende einer Verwerfung, aber etwas abseits der Gümüşkent-Derinkuyu-Verwerfungslinie. Dort treten verschiedene NNO-streichende Verwerfungen auf, die ein sogenanntes „Pferdeschwanzmuster“ (horse trail crack) bilden, dessen offene Enden vulkanischen Materialien Platz für Eruptionen am Ende oder entlang größerer Verwerfungen bieten - so u. a. der dem Acıgöl-Vulkankomplex benachbarte Derinkuyu-Caldera-Komplex am südöstlichen Ende einer Verwerfung, wo eine solche „horse trail crack“-Struktur auftritt. In der zentralanatolischen Vulkanprovinz erfolgte der Vulkanismus mit Unterbrechungen in drei Phasen vom Miozän bis zum Holozän und das entsprechende vulkanische Material unterschiedlicher Herkunft bedeckte große Gebiete mit unterschiedlichen Eruptionsstilen, Schlottypen und Ablagerungen. Auch große Zentralvulkane schmücken diese Landschaft mit den miozänen Erdaş- und Melendiz-Systemen und voluminösen quartäre Stratovulkanen wie Erciyes Dağı und Hasan Dağı. Monogenetische Schlote, wie Schlackenkegel, Spaltlava, basaltische und rhyolitische Maare und Dome vervollständigen die gesamte dortige Vulkangeschichte.

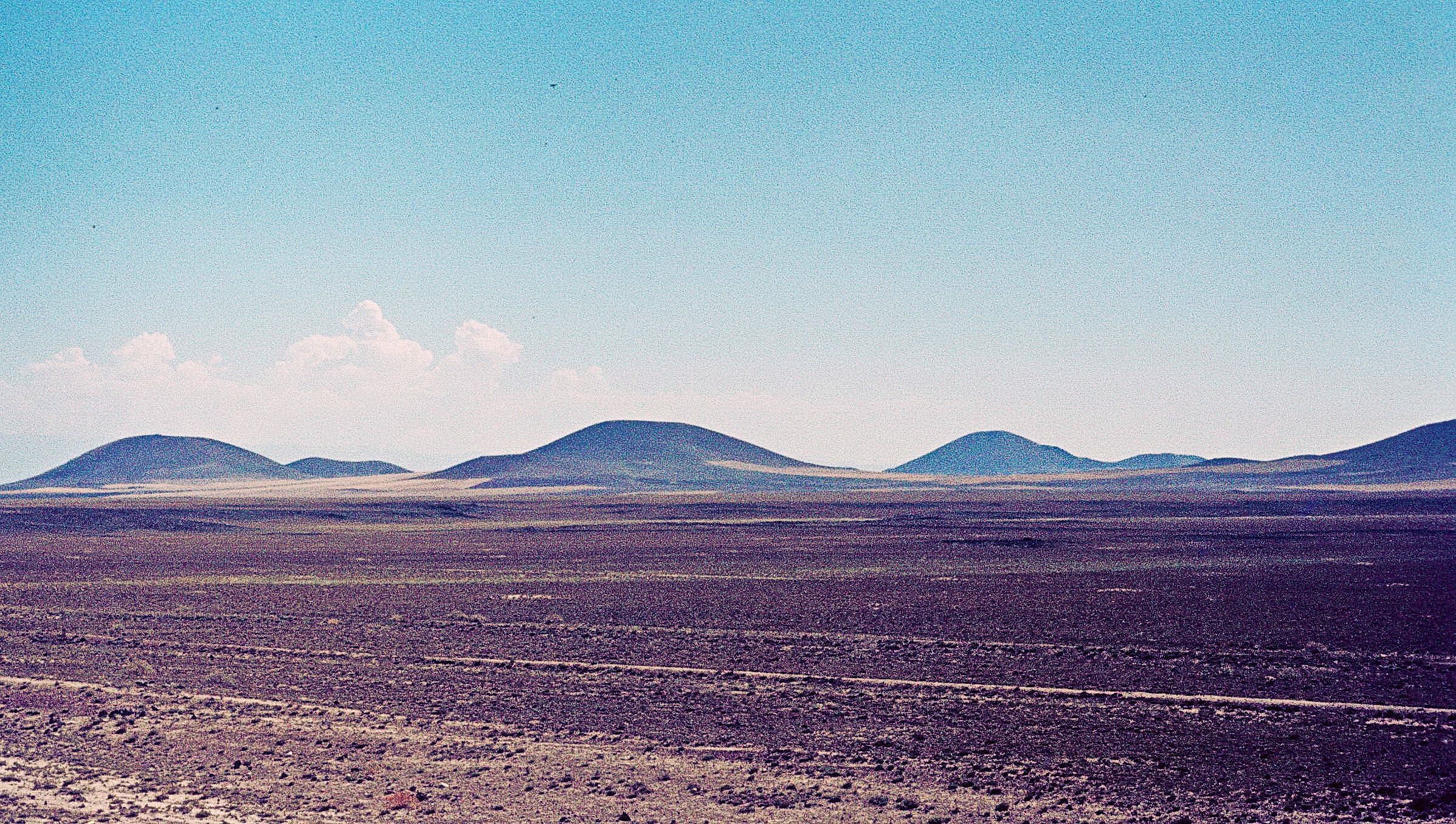
Blick auf Vulkankuppen bei Acıgöl (Provinz Nevşehir) im September 1972.

Die Region Kappadokien als Teil der zentralanatolischen Vulkanprovinz ist zudem berühmt für ihre ignimbritische Landschaft mit ihren Erosionsmustern. In der Region sind mindestens neun Ignimbrite beschrieben, die entweder durch fluviolakustrine Ablagerungen (Übergangsbereich Fluss zum See) getrennt sind oder durch zwischen 10 und 2,5 Millionen Jahre eingelagerte Lavaströme. In zwei Hauptimpulsen wurden dabei vor ca. 9–8 und 7–5 Mio. Jahren voluminöse siliziumhaltige Ignimbrite erzeugt. Diese Ablagerungen sind in Erosionsrelikten erhalten, die die rezente pittoreske Landschaft Kappadokiens prägen. Während des Quartärs erfolgte der Vulkanismus in dieser Region in 2 weiteren Hauptphasen (s. u.), die sich in den beiden Vulkankomplexen von Acıgöl und Göllüdağ südwestlich von Nevşehir manifestierten. Beide Komplexe haben Rhyolith-Tuffe und -Kuppeln mit hohem Silikatgehalt und sind von basaltischen Schlackekegeln und damit verbundenen Lavaströmen umgeben. Obwohl subtile chemische Unterschiede zwischen östlichen (älteren) und westlichen (jüngeren) Rhyolith-Lavas bestehen, sind Gesamtgesteinszusammensetzungen des Unteren Acıgöl Tuffs und des Oberen Acıgöl Tuff-Bims nahezu nicht zu unterscheiden. Während der Göllüdağ mittelpleistozän entstand, bildete sich der Acıgöl – etwa 40 km nördlich des Göllüdağ gelegen – überwiegend spätpleistozän. Die Eruptionsaktivität am Acıgöl begann mit der Sedimentation von Unterem Acıgöl-Tuff, einem >13 km³ großen kristallarmen Rhyolith mit mehreren Niederschlagsereignissen, und Ignimbrit nahe der Ausbruchsstelle.
Somit entwickelte der Acıgöl-Vulkankomplex ein zweiphasiges Vulkanfeld am westlichen Rand der kappadokischen Vulkanprovinz. Seine umfangreichsten Eruptionen sind als zwei weit verbreitete Tuffe erhalten, die als Unterer und Oberer Acıgöl Tuff bekannt sind (s. o.). Beide Tuffe sind feinkörnige Rhyolithe weitgehend ohne Einsprenglinge mit hohem Siliziumdioxidgehalt, die in ihrer Zusammensetzung nahezu identisch sind; sie können jedoch durch Einlagerungen von Obsidian im Oberen Acıgöl-Tuff und deren Fehlen im Unteren Acıgöl-Tuff unterschieden werden. Die Entwicklung von Paläoböden zwischen Unterem Acıgöl Tuff und Oberem Acıgöl Tuff deutet ohnehin auf eine Lücke zwischen beiden Ereignissen hin, die durch radiometrische Datierung unter Verwendung einer kombinierten U-Th- (Uran-Thorium-Datierung) und (U-Th)/He-Zirkon-Geochronologie (Helium -Zirkon-Datierung) auf ein Ausbruchsalter von 190000 ± 11000 Jahren für den Unterer Acıgöl Tuff hinweisen (andere Autoren sprechen von 206000 ± 17000 Jahren, was weitgehend mit dem Alter der Obsidianstücke von vor ca. 180000 Jahren übereinstimmt) und auf 164000 ± 4000 Jahre, bzw. ca. 190000 Jahre für darüber liegende Laven des östlichen Kuppelkomplexes für den Oberen Acıgöl-Tuff datiert wurden. Diese Laven wurden wiederum vom oberen Acıgöl-Tuff überlagert, für den sich ein Eruptionsalter von 163000 ± 7000 Jahre ergab. Somit sind die Unteren Acıgöl-Tuffe und die Oberen Acıgöl-Tuff durch eine zeitliche Unterbrechung von nur einigen wenigen 10000 Jahren getrennt. Diese Tuffe, deren Volumen jeweils auf 21,4–26,7 km³ geschätzt wird, lagerten sich nachweislich im Osten bis vor die Stadt Kayseri und den Erciyes Dağı in einer Entfernung von etwa 60–65 km von ihrer Quelle ab. Ein jüngerer, westlicher Rhyolith-Kuppelkomplex entstand nach einer weiteren zeitlichen Unterbrechung zwischen ca. 26000 und 20000 Jahren vor heute.

## Acıgöl-Caldera
Der erste Vulkanismus im Bereich des Acıgöl-Vulkankomplexes war andesitischer Zusammensetzung im Miozän. Lava dominierte. Im Pliozän kam es dann rund um den späteren Acıgöl zu etwa acht Ascheausbrüchen, die sich über 5000 km² ausbreiteten und ein weites Plateau bildeten. Infolge dieser Eruptionen brach der alte Acıgöl-Vulkan zu einer Caldera zusammen, während Hasan Dağı und Erciyes Dağı noch bis in historische Zeiten aktiv waren. Auch die in der Caldera des Acıgöl gebildeten Obsidiankuppeln waren bis vor 15000 Jahren aktiv. Die Geschichte des dortigen Vulkanismus und der Caldera weisen auf das Vorhandensein eines flachen Plutons unter dieser Region hin, das sich immer noch abkühlt.
Mit dem Zusammenbruch des Paleo-Acıgöl-Vulkans, der infolge vulkantektonischer Faktoren in Richtung Kızılırmak geneigt war, wurde sein heutiges Aussehen mit seinen Haupt-Einbruchslinien geprägt. Die Höhe dieser Restmauern beträgt 1650 m im Süden, 1500 m im Osten und hat eine durchschnittliche Höhe von 1850 m im Norden, die Caldera fiel mit dem Zusammenbruch der Mauer von Norden zum Kızılırmak hin ab und schuf damit eine klare Voraussetzung für das hydrographische Merkmal der Region: ein zusammenhängendes Talsystem, das im Allgemeinen eine S-N-Richtung hat und geprägt ist von pyroklasstjischen-Kegeln, Basaltkegel, Laven vulkanischen sowie einer Caldera und Maaren vulkanisch-tektonischen Ursprungs. Bekannt und wissenschaftlich untersucht wurde diese Situation erst vor wenigen Jahrzehnten:
Durch die weltweite Energiekrise und die Hinwendung zur Erschließung geeigneter nationaler Energieressourcen in der Türkei wurde im Zusammenhang mit einer Machbarkeitsstudie für die Exploration von "heißem Trockengestein" (Kızgın Kuru Kaya) allerdings bereits Anfang der 1960er Jahre der Nevşehir-Acıgöl als geeignet für derartige Untersuchungen ausgewählt. Damals wurde die junge Vulkanlandschaft der Acıgöl-Senke auf detaillierte lithologische und morphologische Merkmale hin untersucht. Diese Strategie war von der öffentlichen Hand (MTA/Maden Tetkik Ve Arama Genel Müdürlüğü) seit 1960 durchgeführt worden, aber damals offensichtlich ohne Rücksicht auf das öffentliche Interesse, so dass sie später zunächst kaum weiter verfolgt wurde. Recherchiert wurden damals die Auswirkungen, Orte und Verteilung der jungen Vulkanausbrüche, die sich in Abhängigkeit vom Vorhandensein einer Caldera im Systems entwickelt hatten. Diese jungen quartären Vulkanausbrüche waren Quellen geothermischer Felder mit hohem Wärmegehalt. Die morphometrischen, morphogenetischen und morphotektonischen Bedingungen der Acrgöl-Caldera und ihrer Umgebung wurden im Detail untersucht, und als Ergebnis wurde eine 5-stufige Entwicklung des Systems wie folgt aufgedeckt:
1. Die Bildung des Acıgöl-Komplexes;
2. Die Entstehung der Acıgöl-Caldera;
3. Bildung alter andesitischer, pyroklastischer Kegel;
4. Entstehung von Maaren;
5. Rhiolithische, basaltische Ausflussphase.

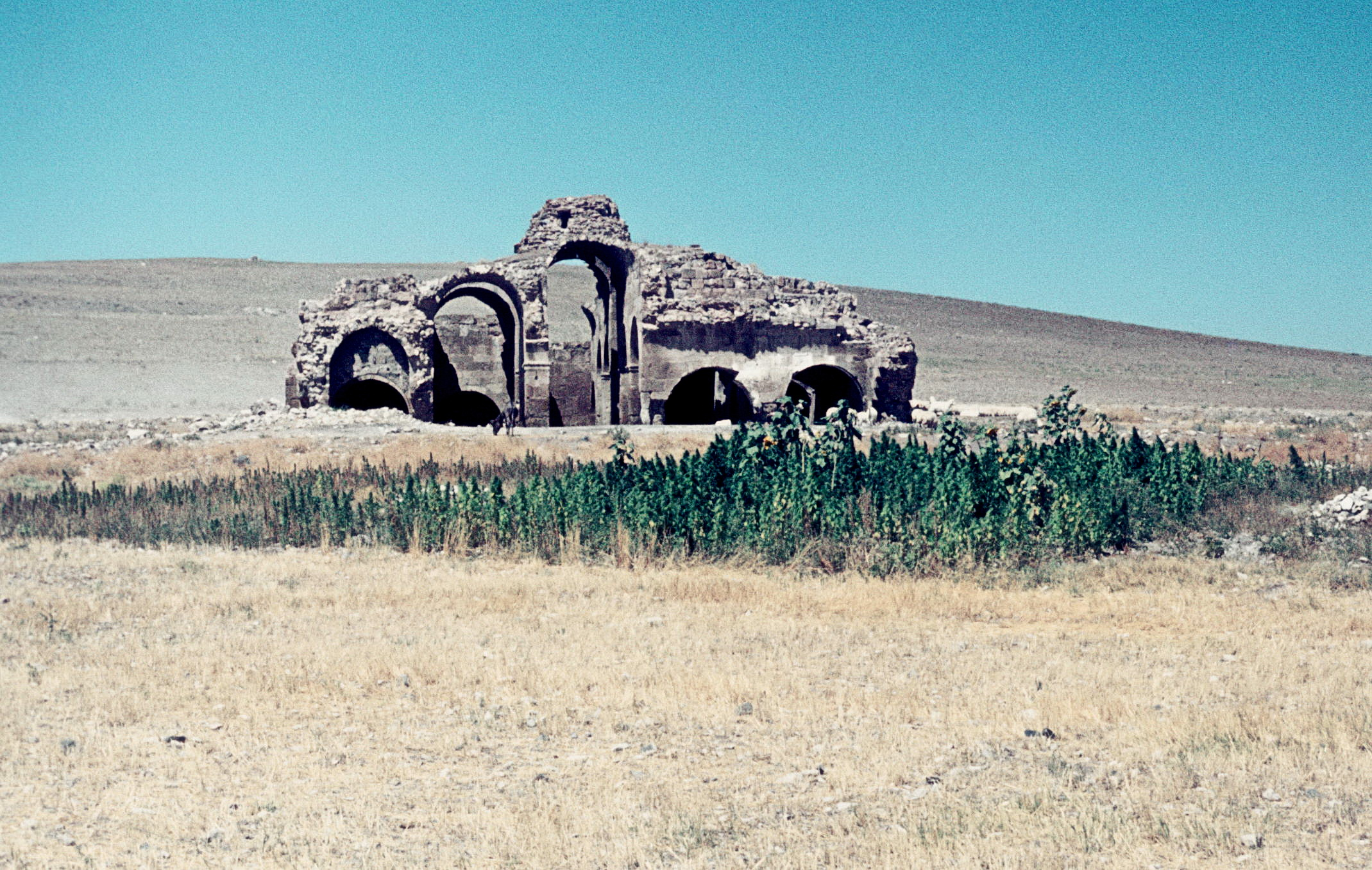
Ruine der seldschukischen Karawanserei Alayhan bei Acıgöl (Provinz Nevşehir, Kappadokien) vor der Restaurierung im September 1972.

Im Zuge dieser Recherchen zum „Kızgın Kuru Kaya“-Projekt entstand auch wohl die erste detaillierte geomorphologische Karte des Acıgöl-Vulkankomplexes im Maßstab 1:25000 inklusive einer Kartierung und Darstellung der Acıgöl-Caldera. Diese Caldera südwestlich von Nevsehir wird von der Trasse einer alten Handels- und Karawanenroute von Konya bzw. Aksaray via Acıgöl nach Nevşehir und weiter nach Kayseri - gut erkennbar an den begleitenden seldschukischen Karawansereien (von West nach Ost: Agzıkarahan, Oresin Hanı, Alay Hanı, Sünnetli Han I) - durchquert, der Nationalstraße D300. Die elliptische 7 × 8 km breite spätpleistozäne Caldera ist Teil einer jetzt teilweise verschütteten größeren Caldera und enthält eine Gruppe von Maaren, Lavadomen, basaltischen Lavaströmen und pyroklastischen Kegeln. Drei Gruppen von Obsidian-Lavaströmen wurden datiert: Vorkollaps Lavaströme zwischen etwa 190.000 und 180.000 Jahren vor heute, Lavadome etwa 75.000 Jahre vor heute (wie Taskesik Tepe auf der Ostseite der Caldera) und junge Lavadome - etwa 20.000 bis 15.000 Jahre alt - auf dem westlichen Caldera-Boden nach der Bildung der Caldera. In Sedimentkernen des spätpleistozänen Eski-Acigöl-Maars wurden dreizehn Schlackenschichten aus lokalen Tephras gefunden, die vor etwa 11.000 bis 4.300 Jahren ausgebrochen waren, und eine Ascheschicht aus dieser Vulkangruppe liegt über historischen Artefakten aus der Zeit von 2300 bis 1850 v. Chr.
Der Acıgöl-Vulkankomplex hat in den letzten 180.000 Jahren zwei große rhyolithische explosive Eruptionen hervorgebracht. Beide Eruptionen waren vom Plinian-Typ und erzeugten umfangreiches Ignimbrite. Der Fallout der Eruptionen erreichte 65 km entfernte Gebiete nordöstlich des Vulkans. John Seach listet die weitgehend gesicherten Eruptionsereignisse für die vergangenen 180000 Jahre auf:
- Eruptionen vor 180.000 Jahren: Ausbruch des unteren Acıgöl-Tuffs aus einem Schlot in der Nähe des Kocadağ;
- Eruptionen vor 150.000 bis 180.000 Jahren: Bildung der Boğazkoy-Obsidiane, der Taşkesik-Kuppel, der Viğla Tepe-Kuppel und der Tepeköy-Kuppel;
- Eruptionen vor 70.000 bis 150.000 Jahren: Plinianischer Ausbruch des oberen Acıgöl-Tuffs aus dem Kocadağ-Schlot, mit einem dicken Fallout von Bims und weit verbreitetem Ignimbrit;
- Ausbruch vor 70.000 Jahren: Bildung der Kocadağ-Kuppel.
- Eruptionen vor 20.000 Jahren: Ausbruch der Kuppeln von Korudağı, Giineydağ, Kaleci Tepe, Kuzay Tepe, Karnıyarık Tepesi und zugehörigen Tuffkegeln. Ausbruch des Korudağı-Tuffs. Entstehung des Acıgöl-Doppelmaars.
- Spätere Vulkanausbrüche: 7810 v. Chr.; 6230 v. Chr.?, 3500 v. Chr.?, 2370 v. Chr. ± 200 Jahre, 2080 v. Chr. ± 200 Jahre.

Im Vulkansektor von Acıgöl gibt es sechs junge Vulkane des gleichen Typs, die sich über eine Fläche von 10 km Durchmesser verteilen. Dies sind die Vulkane Kaleci Tepe, Güneydağ Tepe, Koru Dağı, Kocadağ, Kuzey Tepe und Susam Sivrisi Tepe. Die meisten von ihnen befinden sich inmitten eines Eruptionskraters, aus denen die Vulkane entstanden sind. Sie gehören zu einer sehr jungen einzelnen Phase, die zu einer Ansammlung endogener kuppelförmiger Lava über alten erloschenen Ausbruchsstellen führte. Nach der petrographischen Bestimmung gibt es Vitrophir-Laven (vulkanisches Glas) mit sehr deutlichem andesitischem Charakter, die vereinzelte Feldspat- und Biotit-Kristalle enthalten. Die ersten beiden Vulkane (Kaleci Tepe, Güneydağ Tepe), 100-150 Meter hoch, sehr steil, bildeten an der Spitze Kämme in NW-SE-Richtung und zwei mit glasigen Lavablöcken bedeckte Kegel großer Länge. Auf ihren Ausläufern haben sich viele Blöcke und Asche angesammelt. Der Güneydağ-Kegel mit einem Durchmesser von fast 1500 Metern bedeckte den gesamten südlichen Teil des Acıgöl-Maareinbruchs und ist größer ist als der Kaleci Tepe-Kegel. Dasselbe ist am Koru Dağı zu sehen. Hier bedeckten die pyroklastischen Materialien, die während der Bildung von sauren Laven entstanden sind, den alten Vulkan, der durch die miteinander verbundenen Krater gebildet wurde. Nördlich zeichnet sich jedoch ein jüngerer Typ ab, dessen Hänge von alten Bimssteinen gebildet werden. Auf seiner Spitze, in der Flur Demirtarla, hat sich in den letzten Phasen ein kleiner, runder Krater mit Aschestruktur gebildet.

## Acıgöl-Ignimbrite
Darüber hinaus ist die zentralanatolische Vulkanprovinz durch eine Abfolge von 10 neogenen Ignimbrit-Ausbrüchen gekennzeichnet. Die zugehörigen Ausbruchsstellen wurden allerdings teilweise durch nachfolgende tektonische und sedimentäre Prozesse beseitigt, verändert und begraben und sind daher im Gelände nicht ohne weiteres zu erkennen. Auf dem unmittelbar dem Acıgöl Vulkankomplex benachbarten Nevsehir-Plateau besteht der Vulkanismus neben zahlreichen monogenetischen Zentren und mehreren großen Stratovulkanen auch aus einem ausgedehnten, hauptsächlich neogenen, rhyolitischen Ignimbritfeld, dessen Schlot- und Caldera-Standorte aus früherer Studien nur unzureichend bekannt waren. Forschungen Anfang der 1990er Jahre identifizierten dort eine Gruppe von alten Ignimbriten (Kavak-Ignimbriten), gefolgt von fünf großen Ignimbrit-Einheiten (Zelve, Sarimaden Tepe, Cemilköy, Gördeles, Kizilkaya) und zwei kleineren, weniger ausgedehnten (Tahar, Sofular), und darüber hinaus weitere größere Ignimbriteinheiten, deren Hauptverteilungen außerhalb des Plateaus liegen. Unter letzteren haben die Kavak-Ignimbrite und der Zelve-Ignimbrit offenbar zwischen Nevsehir und Derinkuyu ihre Ausbruchsstellen, die mit einer negativen Schwerkraftanomalie zusammenfallen.
Jüngste Forschungen haben zwei wahrscheinlich entsprechende Hauptquellgebiete für diese Ignimbrite identifiziert. Eine detaillierte Untersuchung dieser Gebiete, basierend auf Gravitations-Untersuchungen, Fernerkundungsdaten SPOT- und ERS1-Satellitenbildern und digitalen Höhenmodellen, hat dabei Hinweise dafür geliefert, dass der ältere Nevsehir-Acigol-Caldera-Komplex zwischen den Städten Acıgöl, Nevşehir und Cardak (10 km südlich von Nevşehir) verantwortlich für die oben genannten Kavak- und Zelve-Ignimbrite war. Dieser ältere Nevşehir-Acıgöl-Kaldera-Komplex, als dessen Nachfolger der Acıgöl-Vulkankomplex anzusehen ist, wird hauptsächlich über eine Gravitations-Anomalie kreisförmig identifiziert mit einem Durchmesser von etwa 15 km. Die Grenzen dieses jetzt verschütteten Caldera-Komplexes werden durch hohe Gradienten auf der Karte der Bouguer-Schwerkraftanomalien angezeigt. Dabei belegen Schwerkraft-Messungen, Fernerkundungs-Daten und digitale Höhenmodelle, dass der Stratovulkan Erdaş Dağı am südlichen Rand der Acıgöl-Caldera und am nördlichen Rand des benachbarten Derinkuyu-Caldera-Komplexes die Überreste eines großen Stratovulkans darstellt, der teilweise von einem oder mehreren Caldera-Einstürzen zerstört wurde.

## Acıgöl-Maar und Güney Tepe (Göldağı)

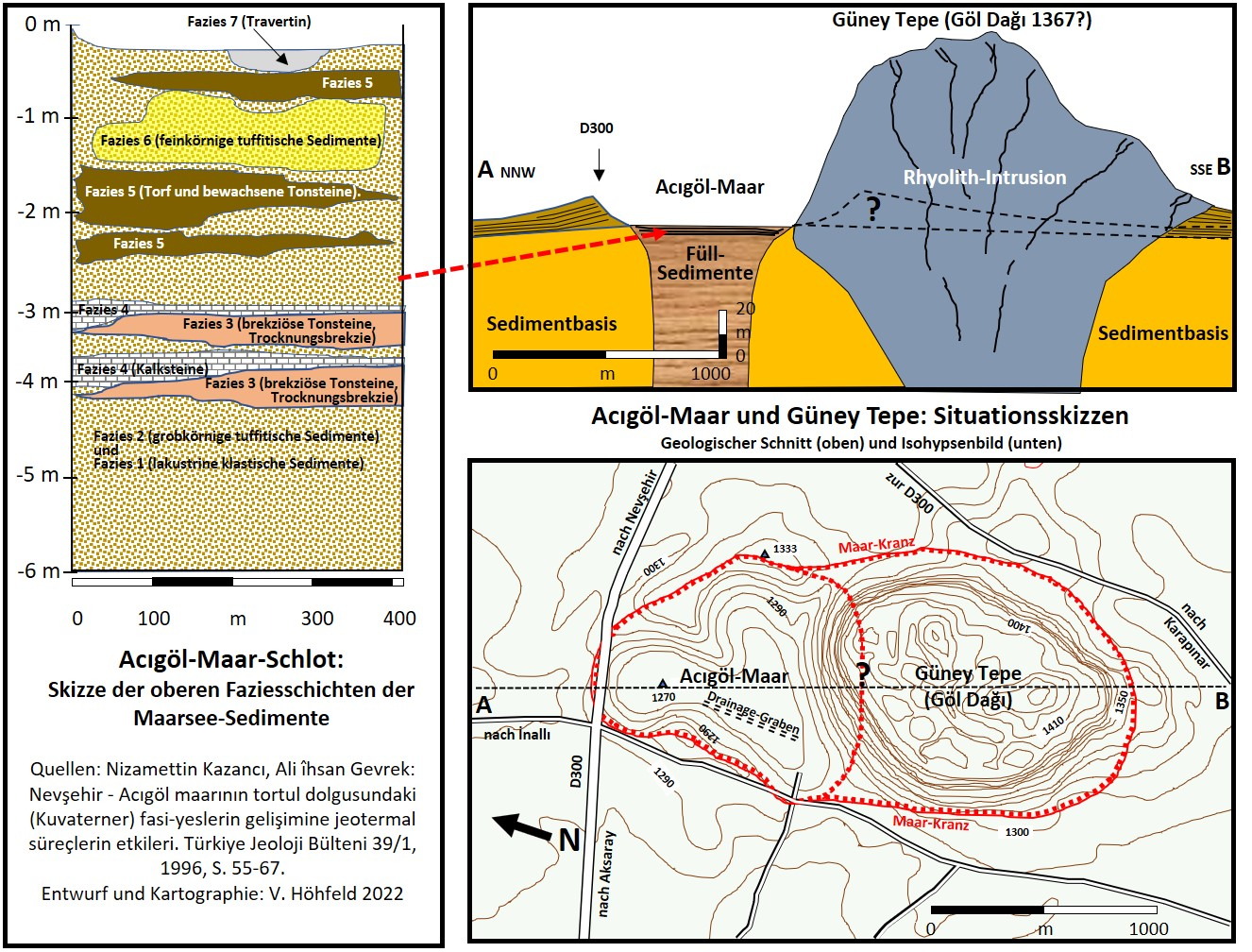
Die Abbildung zeigt verschiedene Skizzen (geologische Schnitte, topographische Situation) des Acıgöl-Maars und Güney Tepe bei Acıgöl in der türkischen Provinz Nevşehir.

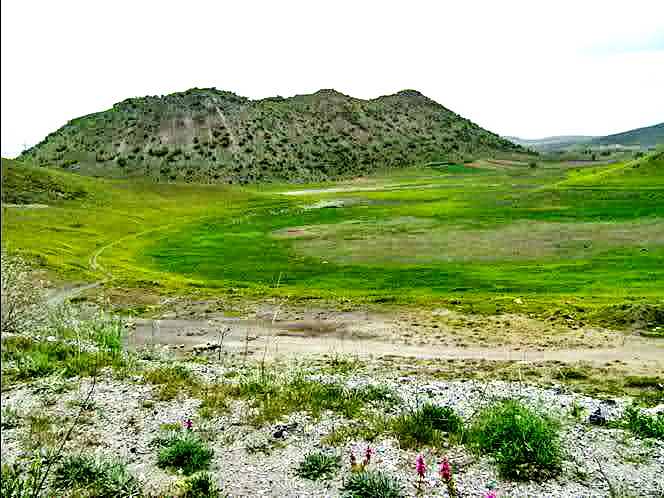
Blick von Norden in das Maar von Acıgöl (Nevşehir); im Hintergrund die Rhyolith-Intrusion des Güney Tepe.

Das zum Acıgöl-Vulkankomplex gehörige Acıgöl-Maar bei Nevşehir ist eines von vielen quartären vulkanischen Ausbruchszentren des quartären Vulkanismus in Zentralanatolien, eine Obsidian-Fundstelle mit einem „Doppelmaar“ und einer eingelagerten Vulkankuppe (Göldağı/Güney Tepe, Güney Dağı 1442 m). Geographische Lage und Höhe der Vulkankuppe im Zusammenhang mit dem Acıgöl bei Nevşehir werden in den Quellen unterschiedlich angegeben, und zumeist handelt es sich dabei auch nicht um den Güney Tepe/Göl Dağı im Acıgöl-Doppelmaar, sondern um den Kocadağ (auch als Acıgöl Dağı bezeichnet) als höchste Erhebung des quartären Acıgöl-Caldera-Komplexes:
- Acıgöl: 38,57° N, 34,52° O., Höhe 1689 m:[43]
- Acıgöl (Krater): 38° 34′ N, 34° 31′ O, Höhe 1689 m;
- Kocadağ Tepesi: 38.538266 N, 34.624689 E, Höhe 1684 m;[44]
- Güney Tepe (über dem Kurugöl-Kratersee): Höhe 1442 m.[42]

Der Explosionskrater wird als Acıgöl-Maar bezeichnet, das durch große Dampfexplosionen gebildet wurde. Die Obsidiane aus der Güneydağ-Kuppel wurden auf ein Alter von 19.000 ± 7000 Jahre und 20.000 ± 6000 Jahre datiert. Das Alter der ältesten Uran-Thorium-Datierung des Acıgöl liegt bei etwa 23.200 ± 2000 Jahren. Diese Daten deuten darauf hin, dass der Maarkrater im letzten Pleistozän vor etwa 20.000–25.000 Jahren gebildet wurde. Vermerkt wurden zwei Explosionskrater im Acıgöl-Maar und ein Schlot mit einem Durchmesser von 500 m im nordwestlichen Krater. Nach anderen Datierungen erfolgte die Maarbildung vor etwa 700.000 Jahren während des Pleistozäns durch heftige Dampfexplosionen aufgrund des Kontakts von heißem rhyolithischem Magma mit Unter- bzw. Oberflächenwasser. Die aktuelle Form des Acıgöl-Maars ist elliptisch und seine ursprüngliche Längsachse beträgt 2200 m. Die südliche Hälfte wurde später von einem großen Rhyolithdom besetzt und die Maarsenke stark eingeengt. Die Höhe der Maarwände vom Maarsee-Boden beträgt 62 m. Obwohl die Länge der Abhänge in den See immer noch zwischen 120 und 200 beträgt, wird angenommen, dass die ursprüngliche Hangneigung viel steiler war. Das Innere des Maars ist 0,96 km² groß und bedeckt mit seinen Sedimenten 4,5 km². Unter Berücksichtigung der Neigung der Maarwände, des Maar-Radius und der Körnungseigenschaften der pyroklastischen Sedimente wurde die ursprüngliche Maar-Einsenkung auf 350 m bis 450 m geschätzt. Demnach wurde später ein Teil davon auf mindestens 300 m verschüttet.
Wie aus der Größe und dem Relief der heutigen Landform ersichtlich, bildete zunächst eine phreatomagmatische Explosion das Maar mit einer Tiefe von 350 m. Die Eigenschaften der pyroklastischen Sedimentfolgen des Maars sind in den Steinbrüchen und Sandgruben im Umkreis gut zu beobachten. Sie bestehen im Allgemeinen aus heller, feinkörniger, an Bimstein reicher Pyroklastik und einer Unterlage aus braunen und schwarzen Lapilli-Tuffen. Sie sind völlig locker und/oder fein verteilt. Schichtdicken liegen zwischen 0,2 - 75 cm. An den Basisebenen der pyroklastischen Abfolge werden Granitblöcke mit einem Durchmesser von 1 m beobachtet. Diese wurden wahrscheinlich während der Eruption aus dem Fundament gerissen. Maarsee-Sedimente liegen diskordant über bzw. an den Wänden des Maars und des Rhyolithdoms (Güney Dağı). Die mineralogische Basisstruktur, die mit teilweise Riffelmarken und kleinräumigen Querschichten sowie Brandungsablagerungen in der Maarfolge typisch ist, ist flach. Lithologische und mineralische Körnungen sind in geringeren Mengen als glasige Körner vorhanden. Die gesamte Ansammlung der verschiedenen Fazies ähnelt den klassischen Maarsedimenten, wie sie von R. V. Fischer und H.-U. Schmincke sowie R. A. F. Cas und J. V. Wright beschrieben wurden.
Nach der Bildung des Maars verfüllte eine große Menge Material aus seinen Wänden die Maar-Mulde und den Maar-Schlot. Zu dieser Zeit gab es noch keinen See. Vermutlich wurden in dieser ersten Phase mehr als 75 % der Maar-Grube durch terrestrischen Massentransport (Stückabgänge und Schwerkraftströme) verfüllt. Irgendwann staute sich in regnerischen Klimaperioden während des Holozäns Wasser in der Maar-Mulde zu einem See. In Zeiten steigenden Wasserspiegels bildeten sich Karbonate, in Zeiten sinkenden Wasserspiegels eher Trockenbrekzien. Die Rhyolith-Intrusion des Güney Tepe, die die südliche Hälfte des Maars bedeckt, wurde vor etwa 300000 Jahren eingelagert und ist in der 9. Einheit der Stratigraphie von Batum (s. o.) mit der Bezeichnung „Ryoliotic Dome and Lava Flows“, enthalten. Sie bildete eine deutliche Einengung des Maars und auch des Maarsees.

## Der Maarsee
Während die Rhyolithkuppe des Güney Tepe den südlichen Teil des Acıgöl-Doppelmaars ausfüllt, ist der Acıgöl selbst (Acıgöl = Bittersee, auch: Kurugöl) als eigentlicher Namensgeber ein ausgetrockneter Kratersee in dessen Nordteil 2 km östlich der Kreisstadt Acıgöl. Dieser brackige Paläosee wurde 1972 trockengelegt. Dieser einstige See des Acıgöl-Maars mit einem maximalen Durchmesser von 1100 m und einer Fläche von 0,21 km² (das ursprüngliche Maar war 2200 m lang), liegt in einem geschlossenen, kleinen Speicherbecken, in dem es keinen bachartigen Zu- oder Abfluss von/nach außen gibt und dessen Wasser zeitweise völlig ausgetrocknet war/ist. Aus dem Fossilgehalt von Ablagerungen und grobkörnigen Küstensedimenten geht hervor, dass der See während seiner Ablagerungsgeschichte im Allgemeinen flach war. Die Höhenlage des Seebodens beträgt 1270 m ü. NN. Die Wiederauffüllung erfolgt nur durch Niederschlag, der auf das 0,96 km² große Einzugsgebiet fällt. In dieser Region, in der ein halbtrockenes Klima vorherrscht, beträgt die durchschnittliche Niederschlagsmenge 389 mm/Jahr. Die Durchschnittstemperatur an Sommertagen beträgt 29,5 °C und im Winter 10,9 °C, so dass das Maar im Sommerhalbjahr austrocknet und in der anderen Jahreszeit einen flachen See tragen würde. Da der See des Acıgöl-Maars Brut- und Lebensraum übermäßig vieler Mücken bildete, wurde er durch Öffnen eines 3 m tiefen Entwässerungskanals entleert. Dadurch wurden Untersuchungen zur Sedimentation im Maarbecken ermöglicht. Dieser Kanal ist etwa 500 m lang, S-N ausgerichtet und liegt in der südlichen Hälfte des Sees.
Im Normalfall sind Sedimentfazies von Maarseen aufgrund ihres schmalen Einzugsgebiets in der Umgebung und der Einheitlichkeit des Ausgangsgesteins eher wenig vielfältig. Im Maarsee Acıgöl war die Situation allerdings offenbar anders, denn es konnten sich unterschiedlichste Fazies über- und nebeneinander entwickeln, die allerdings nur im oberen 6-m-Abschnitt detaillierter untersucht werden konnten. Als separate Sedimente wurden in diesem Abschnitt Seerandfragmente, fein- und grobkörnige tuffitische Fazies, brekziöse Tonsteine (Trockenbrekzien), Kalkablagerungen, Torf- und vegetative Tonsteine sowie Travertin festgestellt. Der Hauptbestandteil der lakustrischen Sukzession (Abfölge) sind tuffitische Klastiken einheimischer Lithologie, andere sind in diesen „Wirtssedimenten“ auf verschiedenen Ebenen eingelagert. Ergänzend wurde im Acıgöl-Maar eine 8,44 m tiefe Bohrung niedergebracht und dabei eine 7,13 m dicke Bohrkern-Abfolge gewonnen, die hauptsächlich aus (unten) feinen und (oben) groben Tonsteinen (sandig, schluffig und tonig) mit seltenen organischen und vulkanischen Zwischenschichten bestehen. Der tiefste Teil der Bohrkern-Abfolge (8,44 m) entspricht höchstwahrscheinlich einer Periode von 8000–8500 Jahren vor heute. Das Intervall umfasst den Übergang vom frühen zum mittleren Holozän (Grönland-Nordgrippium vor 8200 Jahren). Das Grönlandium (frühes Holozän, 11.650 - 8.276 vor heute) in der Bohrkern-Abfolge ist allerdings nicht eindeutig. Es kann vermutet werden, dass ein großer Teil des Bohrkerns während des Nordgrippiums (mittleres Holozän) bis Meghalayan (spätes Holozän) abgelagert wurde. Im Bohrkern wurden elf Ostrakoden-Taxa bestimmt. Neben diesen Muschelkrebsen sowie neben, Schnecken, Pelecypoden (Muscheln) und Fischresten wurden auch Kieselalgen beobachtet, wobei letztere am häufigsten und in üppigen Ansammlungen vorkommen. Die Häufungen in den unteren Teilen weisen hauptsächlich auf feuchtere und zugleich nährstoffarme und relativ tiefe Süßwasser- bis Brackwasser-Bedingungen hin, die sich mit kurzen Seeschrumpfungsintervallen abwechseln. Andererseits weist die Fauna im oberen Teil der Bohrkern-Abfolge auf salzige, seichte und wärmere Seebedingungen hin.
Der Maar-Schlot hat somit eine Füllung aus klastischen, organischen und chemischen Sedimenten., darunter Torfe, die im späten Holozän entstanden sind. Die Hauptlithologie der Seefüllung besteht aus tuffitischer Klastik (tuffartige sandige Tonsteine). Die anderen Begleiterscheinungen, die hauptsächlich durch das Klima gesteuert wurden, sind Torfe und pflanzenhaltige Tonsteine, brekziöse Tonsteine, Kalke und auch Travertine, die von oberflächennahem Thermalwasser stammen. Die obersten sieben der Sedimentfüllungen wurden 1996 durch Nizamettin Kazancı und Ali îhsan Gevrek näher bestimmt: Die Hauptfazies (von unten nach oben) wurden wie folgt unterschieden:
- Fazies 1: lakustrine Klastik („Trümmergestein am See“),
- Fazies 2: grobkörnige tuffitische Sedimente,
- Fazies 3: brekziöse Tonsteine (Trocknungsbrekzie),
- Fazies 4: Kalke,
- Fazies 5: Torf und bewachsene Tonsteine,
- Fazies 6: feinkörnige tuffitische Sedimente,
- Fazies 7: Travertine.

Die interessanten Fazies der Sedimentfolge sind die Torfe. Nach CI4-Datierungen bildeten diese sich vor ca. 2000 Jahren im späten Holozän (2010 + 80 bis 1810 + 65 Jahre), und ihre Heizwerte liegen bei 2301 bis 3165 kcal/kg (9,6 bis 13,25 MJ/kg; in trockenem Zustand hat Torf einen Heizwert von 20–22 MJ/kg). Die Kalorienwerte dieser jungen/feuchten Torfe sind vergleichsweise hoch und kommen sogar denen von Braunkohle nahe. Bemerkenswert ist in diesem Zusammenhang das junge Alter der drei begrabenen, relativ mächtigen (40 cm, 70 cm, 17 cm) Torfschichten, deren bildenden Pflanzenarten gering waren. Offenbar hatten geothermische Prozesse dabei eine intensive Pflanzenentwicklung beeinflusst, wobei nach Bedeckung des angehäuften Pflanzenmaterials mit feinen Sedimenten die sich darin ausbreitende Wärme zu einer schnellen homogenen Torfbildung führte. Die Ablagerungen wurde u. a. durch das vulkanisch hydrothermale System beeinflusst. Der damit verbundene Wärmestrom spielte eine wichtige Rolle bei der Sedimentation, indem er eine mikroklimatische Nische schuf, in der die spätquartäre Vegetation trotz des kalten regionalen Klimas gedeihen und beträchtliche Torfablagerungen bilden konnte. Der Wärmefluss durch das Grundwasser und die klastischen Sedimente war entscheidend für die hohe Ausreifung der Torfvorkommen. Wiederholte Schichten von Trockenbrekzien und Kalken in Tonsteinen zeigen, dass der Wasserspiegel des Sees zudem häufig signifikante Änderungen aufwies und hauptsächlich vom jeweiligen Klima abhängig war. Stratigraphisch wechseln sich - mit Ausnahme der obersten Travertine (Fazies 7) - die Faziesschichten zumeist ab. Die Gesamtdicke der Füllung ist unbekannt. Möglicherweise füllte noch vor der Entstehung des Sees viel Material aus den steilen Maar-Wänden die ursprüngliche Maar-Senke (mindestens 300 m) weitgehend mit Fazies 1 und 2.
Der alte, mittlerweile trockengelegte See war topografisch in zwei Sektoren im Norden und Süden unterteilt, und ist im Süden 20 cm höher. Das Seewasser war historisch bitter (acı) und/oder leicht salzig (brackig) Das Gebiet, das in den See entwässert, ist kahl, und es gibt außer spärlichem Gras keine Vegetation. Aus diesem Grund wird in Regenzeiten ein Überschuss aus den sedimentären Maar-Wänden in den See eingebracht. Derzeit bilden sich im Winter und Frühling kleine Pfützen an der Nordseite des Sees, die in kurzer Zeit abtrocknen. In der übrigen Zeit ist der Seeboden offen und fast eben. Bei saisonalem oder dauerhaftem Wasserzufluss von außen können sich am Rand des Maarsees klastische Sedimentprismen wie Deltas bilden. In einigen Fällen entwickelt sich eine Gemeinschaft von seespezifischen Makro- und Mikroorganismen. Die flacheren Wandpartien des Maars werden partiell landwirtschaftlich genutzt.